# 德國—奧地利關係
德奥关系或奥德关系指的是现德意志联邦共和国和奥地利共和国的双边关系。由于语言的相同和历史的大量重合，德国和奥地利的关系十分密切，两国的官方语言都是德语，日耳曼人是两国的主要民族。
德国和奥地利在1866年之前在形式上是统一的：他们的前身为神圣罗马帝国和德意志联邦的一部分，直至1871年普鲁士统治下的德意志联邦统一，奥地利被排除在外，德奥才得以成为两个不同的国家。1918年，第一次世界大战后，奥地利为了与德国结盟，将自己重新命名为德奥共和国，但这被《圣日耳曼条约》所禁止。1938年，在阿道夫·希特勒的命令下，纳粹德国吞并了奥地利。
1995年奥地利加入欧盟后，两国都是申根协定的成员国。德国是北约的成员国，而奥地利根据其宪法仍然是北约的伙伴，以维持中立。

## 神圣罗马帝国时期

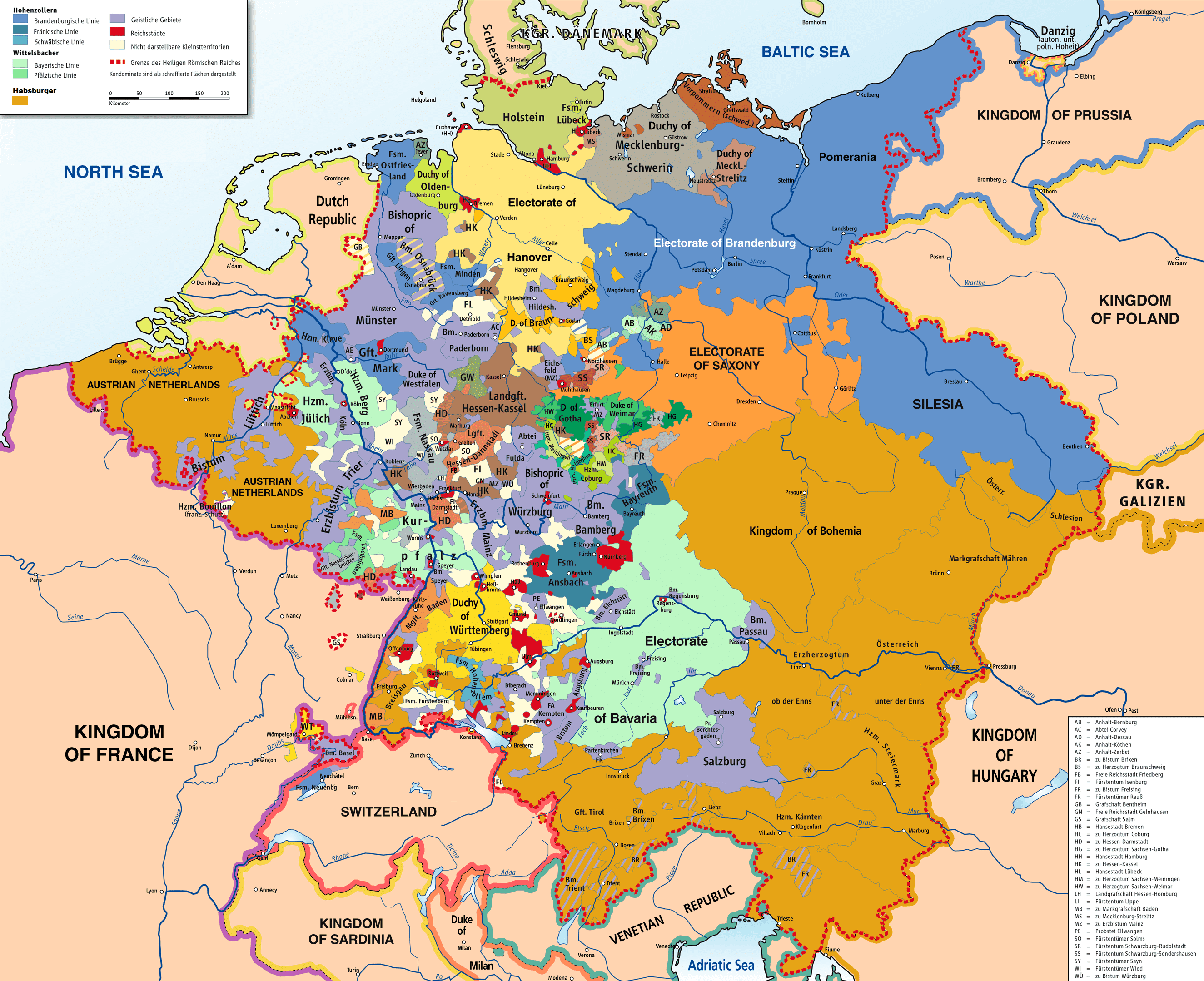
1789年法国大革命前夕的神圣罗马帝国，展示了奥地利领土（棕色）和普鲁士领土（蓝色）。

在整个中世纪和近代早期，神圣罗马帝国包括了现在德国、奥地利、波西米亚（捷克共和国）、斯洛文尼亚、意大利北部和今天的波兰西部。哈布斯堡家族于1440年成为奥地利的统治者；直至1919年奥匈帝国解体之前，这个家族一直统治着奥地利。
许多日耳曼国家（在共和国内部）为不断争夺权力和影响力而经常发生冲突和战争。18世纪，普鲁士王国崛起为一个新的强有力的国家并成为奥地利的主要竞争对手。从1740年到1763年，普鲁士和奥地利为西里西亚（今波兰西南部）地区进行了一系列战争，史称西里西亚战争。

## 拿破仑战争和德意志联邦
在拿破仑战争期间，神圣罗马帝国被迫灭亡，奥地利和普鲁士为了对抗法国而结盟，但没有成功。1806年，神圣罗马帝国解体，皇帝弗朗西斯二世宣布建立奥地利帝国，而剩下的其他地区都成为了拿破仑的法兰西第一帝国的附属国。
1815年波拿巴战败以后，奥地利建立了德意志联邦，成为德意志诸国之间的一个新组织，普鲁士和奥地利在此重新统一。此时，泛日耳曼主义的意识形态开始兴起。然而，德意志联邦缺乏一个真正具有统一力量的君主或中央政府。因此德意志联邦内部的二元论为后来普鲁士和奥地利之间的紧张的外交关系奠定了基础。
奥地利提议将德意志联邦统一为一个以哈布斯堡家族为中心并由其统治的联邦;与此同时普鲁士则希望成为统一德国的核心力量。1834年，普鲁士成功地与德意志北部各国建立了关税同盟，并希望建立一个政治联盟。这种紧张关系最终作用并导致了1866年的奥普战争。普鲁士宰相奥托·冯·俾斯麦选择站在意大利一边，包围了奥地利，并成功将后者击溃。奥地利帝国迅速瓦解为二元君主政体的奥匈帝国并失去了第三德国的影响力和控制力。

## 德意志帝国脱离奥地利
1867年，俾斯麦宣布成立新的北德意志邦联。1870年，普鲁士在普法战争中取得胜利，普鲁士军队进入并占领了巴黎，俾斯麦宣布德意志帝国成立，并将奥匈帝国完全排除在统一的德国之外。奥匈帝国随后将其帝国野心转向巴尔干半岛;而德意志帝国在与英国（英国和爱尔兰）的竞争中集中精力发展军备。尽管如此，德意志帝国和奥匈帝国都与意大利王国结成了军事同盟，形成了三国同盟（1882年）。20世纪10年代，奥匈帝国将塞尔维亚变为其保护国的野心促成了弗朗茨·斐迪南大公（1914年）的遇刺，他是奥匈帝国的王位继承人。当奥匈帝国挑起对塞尔维亚的战争（第一次世界大战）时，德国声称联盟的条款是被动的军事防御而不是彻头彻尾的侵略，不情愿地加入了奥匈帝国一方的战争。

## 一次世界大战后

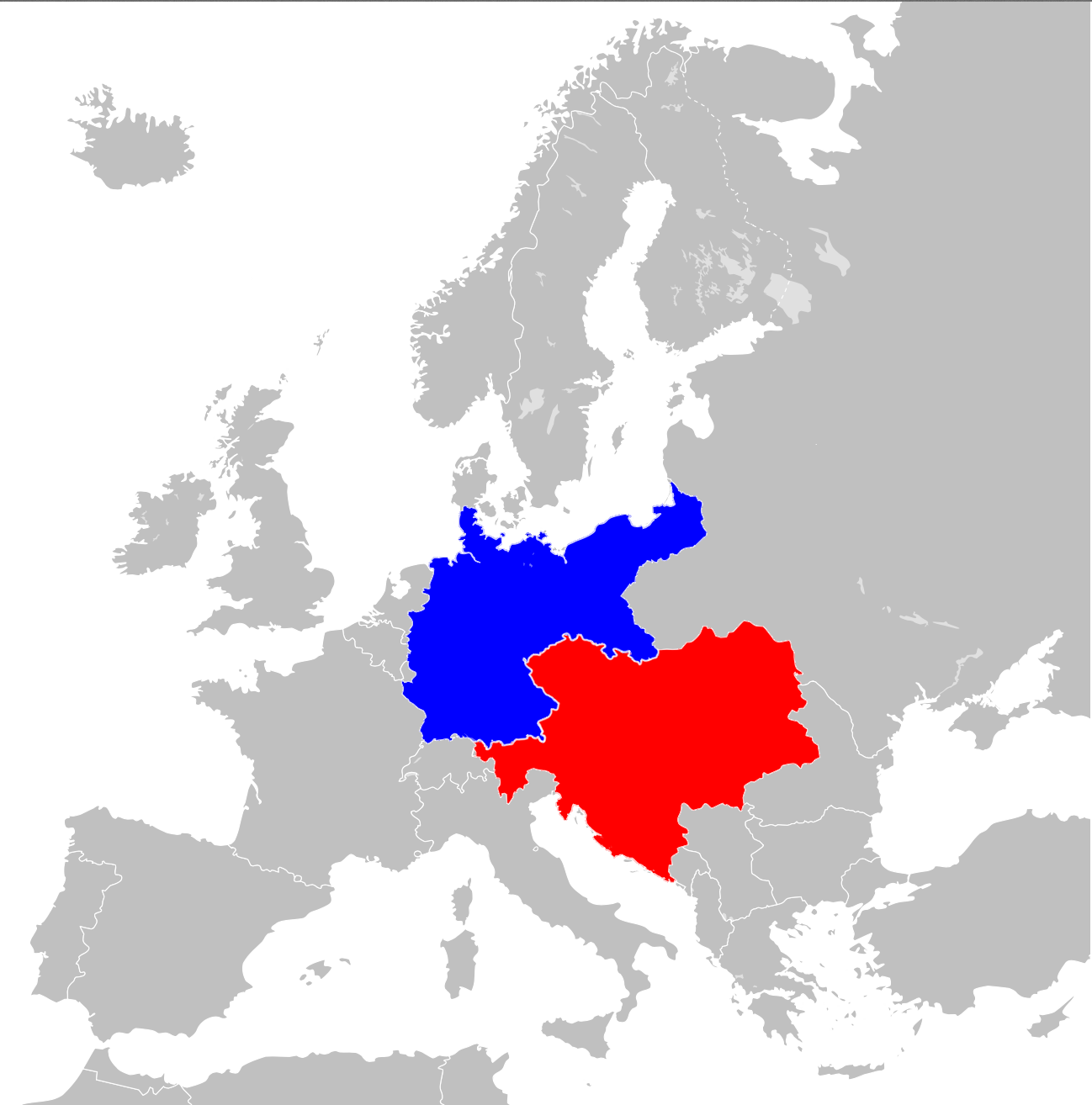
1914年的双重联盟，蓝色为德意志帝国，红色为奥匈帝国

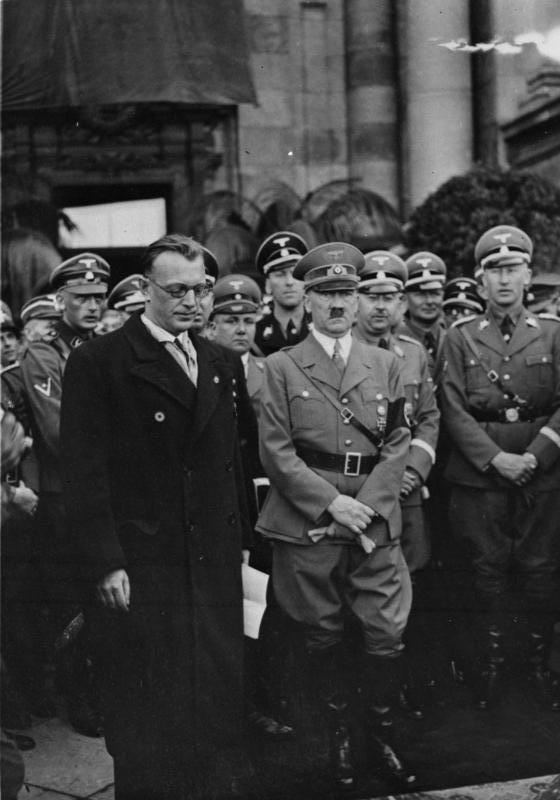
希特勒在奥地利（1938年）。

战败后，奥匈帝国和德意志帝国被推翻，德国皇帝威廉二世被迫退位。德国和奥地利都成为共和国，并在《凡尔赛条约》和《圣日尔曼条约》中受到严厉惩罚。奥地利失去了战前60%以上的领土，德国则失去了其原有国土的三分之二和所有的殖民地。
1920年9月1日，魏玛共和国和奥地利签订了经济协定。然而，这两个国家都面临着严重的经济困难、恶性通货膨胀、大规模失业和战后持续的骚乱等问题。1933年阿道夫·希特勒掌权后，他要求奥地利和德国相合并，但被贝尼托·墨索里尼所领导的意大利法西斯政府阻止，他们与奥地利的恩格尔伯特·多莱弗斯和库尔特·舒施尼格合作，并担心希特勒对上阿迪杰（南蒂罗尔，1919年割让给意大利）的领土要求。1936年7月11日，墨索里尼成功地迫使希特勒暂时放弃了对奥地利的一切要求。

## 德奧合併与二战
1936年后，希特勒和墨索里尼建立了更紧密的关系，并为德国的扩张主义野心做准备。1938年，希特勒利用奥地利纳粹党影响民意成功发动政变反对奥地利政府。当希特勒决定不收回南蒂罗尔时，墨索里尼放弃了其对保护奥地利独立的承诺。随后，1938年德国和奥地利合并，此次合并是自19世纪70年代以来两国的首次统一。奥地利则成为希特勒统治下的奥斯特马克地区。

## 冷战
1945年4月下旬，同盟国进入奥地利，将其从第三德意志帝国的统治下解放。卡尔·伦纳领导的奥地利临时政府宣布该国重新获得独立。奥地利恢复了民主宪法，1945年底的选举为新的联邦政府铺平了道路。利奥波德·菲格尔成为奥地利第一任总理。然而，德国被同盟国占领，并被划分为四个统治区域 - 英国、法国、美国和苏联。对德国的军事占领在1949年结束，当时这些区域被组织成德意志联邦共和国（西德）和德意志民主共和国（东德）。
第二次世界大战后，德国公民和各政党都没有认真地努力统一德国和奥地利。而冷戰期間美蘇希望奧地利能作為兩大陣營的緩衝國。此外，奥地利州条约禁止这样的联盟，宪法要求奥地利保持中立。1987年的一项调查显示，只有6%的奥地利人认为自己是“德国人”。尽管在冷战期间，奥地利和德国在经济和文化领域继续密切合作，但奥地利开始形成与德国不同的民族认同。此外，两国之间的政治关系一直是牢固和友好的。

## 欧盟
1995年，奥地利加入了欧盟和申根区。这有效地消除了德国和奥地利之间的实际陆地边界，使两国能够进一步巩固它们已经牢固的联系。1999年，德国和奥地利成为欧元区的两个创始成员国，并于2001年采用欧元作为法定货币。

## 间谍活动
根据《标准报》和《profil》的报道，德国联邦安全局在1999年至2006年间在奥地利从事间谍活动，监视目标包括国际原子能机构、石油输出国组织、奥地利通讯社、大使馆、奥地利银行和政府部门。奥地利政府电视台呼吁德国澄清这些指控。